# تاريخ فيتنام

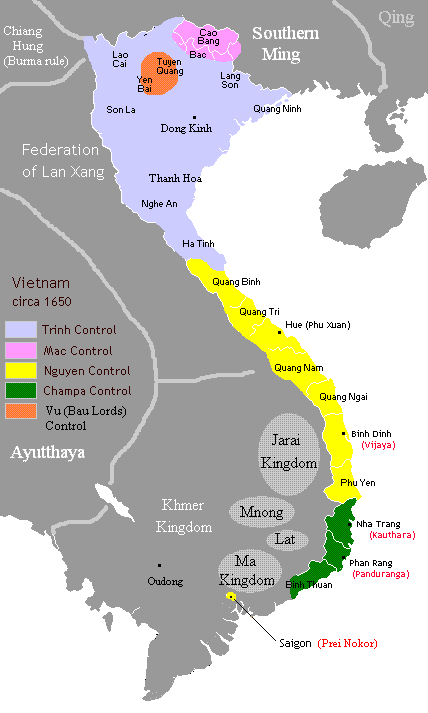

يعود تاريخ فيتنام إلى ما قبل 4000 عام تقريبًا. تُظهر الاكتشافات الأثرية من عام 1965، والتي ما تزال قيد الدراسة، بقايا شبيهين من أشباه البشر المرتبطين ارتباطًا وثيقًا بـالإنسان المنتصب، إذ يعود تاريخهما إلى عصر البليستوسين الأوسط (التشيباني)، قبل نصف مليون سنة تقريبًا. كانت فيتنام ما قبل التاريخ موطنًا لبعض من أقدم الحضارات والمجتمعات في العالم، ما جعلها قاطنيها من أوائل الأشخاص الذين مارسوا الزراعة. شكل وادي النهر الأحمر وحدةً جغرافيةً واقتصاديةً طبيعيةً، حيث حده من الشمال والغرب الجبال والغابات، ومن الشرق البحر، ومن الجنوب دلتا النهر الأحمر. نشأت أول دولة وفق الميثولوجيا الفيتنامية نحو 2879 قبل الميلاد نتيجة الحاجة إلى وجود دولة ذات سيادة لمنع فيضانات النهر الأحمر، والتعاون في بناء الأنظمة الهيدروليكية، والتبادل التجاري، ومحاربة الغزاة. ومع ذلك، اقترح علماء الآثار نشوء ثقافة أونج سان الموجودة في شمال فيتنام وقوانغشي ولاوس نحو 700 قبل الميلاد.
كان من الصعب مهاجمة فيتنام نظرًا لجغرافيتها المميزة، وهذا هو السبب في استقلال فيتنام واكتفاءها ذاتيًا في ظل حكم ملوك هونغ. أثبتت فيتنام عدم قدرتها على الهروب من الحكم الأجنبي بمجرد استسلامها له، وحكمت سلسلة من السلالات الصينية فيتنام لمدة 1000 عام، وهي على التوالي: هان الغربية، وشين، وهان الشرقية، وسلالة وو الشرقية، وجين الغربية، وجين الشرقية، وليو سونغ، وتشي الجنوبية، وليانغ، وسوي، وتانغ، وسلالة وو تسو، وهان الجنوبية. حصلت العديد العديد من الانتفاضات ضد الهيمنة الصينية خلال هذه الأعوام، وحُكمت فيتنام بشكل مستقل في ظل سلالة تريو، والأخوات ترونغ، وسلالة لي المبكرة، وسلالة كوك، ودونغ دين نغيه، على الرغم من أن انتصارات هذه السلالات وعهودهم كانت مؤقتة.
ازدهرت العديد من الحضارات خلال الهيمنة الصينية على شمال فيتنام (في وسط وشمال فيتنام الحالية)، ولا سيما حضارتي الفونان وتشامبا. ومع ذلك، لم يكن مؤسسو هذه السلالات وحكامها من مواطني فيتنام. بدأ الفيتناميون الذين قطنوا في دلتا النهر الأحمر بغزو هذه الحضارات منذ القرن العاشر فصاعدًا.
تميزت الألفية التالية بإنجازات السلالات المحلية المتعاقبة: نغو، ودين، ولي المبكرة، ولي، وتران، وهو، وتران اللاحقة، ولي اللاحقة، وماك، وترين، ونجوين، وتاي سون، ونجوين مرةً أخرى، بعد أن استعاد نغو كوين (ملك فيتنام بين عامي 938 و944) السلطة السيادية في البلاد من خلال انتصاره في معركة نهر باخ دانغ. دمرت الحروب الأهلية فيتنام وقسمتها على عدة مراحل خلال حكم السلالات الإمبراطورية، كما تعرضت لتدخلات كل من سلالة سونغ ويوان وتشامبا ومينغ وسيامي وتشينغ، بالإضافة إلى الهند الصينية الفرنسية والإمبراطورية اليابانية.
غزت إمبراطورية مينغ وادي النهر الأحمر لفترة من الوقت قبل أن يستعيد الفيتناميون الأصليون سيطرتهم عليه، وقلصت الإمبراطورية الاستعمارية الفرنسية فيتنام محولةً إياها إلى تبعية فرنسية لمدة قرن تقريبًا، ومن ثم احتلتها إمبراطورية اليابان. أدت الاضطرابات السياسية والتمرد الشيوعي إلى وضع حد للنظام الملكي بعد الحرب العالمية الثانية، وأُعلنت البلاد جمهوريةً.

## جذور الحضارة الفيتنامية القديمة[9]
تشير الأدلة الأثرية التي تم اكتشافها في دلتا النهر الأحمر إلى أن فيتنام كانت مأهولة منذ الألف الثالثة قبل الميلاد بحضارة زراعية متقدمة. هذه الحضارة لم تكن ناتجة عن تطور داخلي فقط، بل تكونت من تفاعل ثقافي وعرقي بين شعوب أسترالية الأصل وأخرى آسيوية جاءت من الشمال، ما أدى إلى تشكيل نسيج سكاني مميز. هذا التفاعل أنتج مجتمعًا يُعرف باسم "لاك ڤييت"، وهو الشعب الذي يُعتبر السلف المباشر للفيتناميين الحاليين. عاش "لاك ڤييت" في بيئة غنية بالموارد الطبيعية، واعتمدوا بشكل كبير على زراعة الأرز وبناء المجتمعات القروية حول الأنهار، مما ساعد على تطور نظام اجتماعي واقتصادي مستقر نسبيًا في تلك الحقبة المبكرة من تاريخ فيتنام.

## البدايات السياسية الأولى: من مملكة فان لانغ إلى أولاك[9]
فيما بعد، ومع نمو المجتمع وتطور بنيته الاجتماعية، ظهرت أول كيان سياسي موحد في فيتنام وهو مملكة "فان لانغ"، والتي يُعتقد أنها تأسست حوالي 700 ق.م تحت حكم سلالة "هونغ". كانت هذه المملكة بمثابة اللبنة الأولى في بناء كيان وطني فيتنامي، حيث اعتمدت على نظام ملكي وراثي، ونشأت فيها مؤسسات بدائية للحكم والإدارة. ومع مرور الزمن، تطورت هذه المملكة إلى كيان أقوى يُعرف بمملكة "أولاك"، التي قامت على توحيد مناطق متعددة بقيادة الملك "أن ديونغ ڤونغ". وقد أنشأ هذا الملك حصونًا وأنظمة دفاعية لمواجهة التهديدات الخارجية، إلا أن هذه المملكة لم تدم طويلاً، إذ سقطت تحت الاحتلال الصيني عام 214 ق.م على يد أسرة "تشين"، لتبدأ بذلك فترة طويلة من السيطرة الصينية المباشرة على الأراضي الفيتنامية. 

## الاحتلال الصيني ومظاهر المقاومة[9]
رغم أن الاحتلال الصيني فرض هيمنته السياسية والإدارية والثقافية على فيتنام، إلا أن الفيتناميين أظهروا مبكرًا روحًا مقاومة قوية. واحدة من أبرز صور هذه المقاومة كانت ثورة الأختين "ترونغ" في عام 40 م، حيث قادت الشقيقتان تمردًا شعبيًا واسع النطاق ضد الحكم الصيني، ونجحتا في تحرير عدد كبير من المناطق وتأسيس حكم مستقل دام لثلاث سنوات. خلال هذه الفترة القصيرة، حكمت الأختان مملكة صغيرة حافظت على طابعها الفيتنامي، لكنها سرعان ما سقطت مجددًا بعد هجوم مضاد من الإمبراطورية الصينية. ومع ذلك، بقيت هذه الثورة محفورة في الذاكرة الشعبية كرمز للفخر الوطني والمقاومة النسائية، ومثّلت بداية تقليد طويل من النضال الفيتنامي من أجل الاستقلال، وهي شهادة على مدى عمق الشعور بالهوية والانتماء لدى الشعب الفيتنامي منذ أقدم العصور. 

## فترة ما قبل التاريخ

### الأصول الإثنية
وصل أشخاص مختلفون إلى الأراضي التي تشكل دولة فيتنام الحديثة على مراحل عديدة تفصل بينها آلاف السنين. تُعد سلالة الأستراليود أول من استقر هناك بأعداد لا بأس بها خلال العصر الحجري القديم، وتواجدت في جميع مناطق جنوب شرق آسيا قبل نحو 30 ألف عام. هُجر أفراد هذه السلالة في النهاية من معظم الأراضي الساحلية المنخفضة، ودفعهم المهاجرون في وقت لاحق إلى المرتفعات والمناطق النائية.
ومع ذلك، لا يُعرف أن قبائل التلال الأصلية في فيتنام والهند الصينية تدين بوجودها للأسترالويد، إذ تمتلك جميعها روابطًا لغويةً وثقافيةً مع لغات العصر الحجري الحديث الأسترو آسيوية والأسترونيزية ولغات تاي كاداي وهمونغ مين. هاجرت شعوب مون-خمير الأسترونيزية نحو 3000 قبل الميلاد عبر الطرق البرية من بورما وشمال شرق الهند. استعمر البحارة الأسترونيزيون في البداية جنوب شرق آسيا المعزول تمامًا منذ 3500 قبل الميلاد. جاء شعب تاي كاداي وهمونغ مين ضمن جماعات على مدار قرون عديدة.
احتُلت أراضي فيتنام الوسطى والجنوبية (حسب التقسيم الحالي)، والتي لم تتبع في الأصل للمملكة الفيتنامية إلا بين القرنين الرابع عشر والثامن عشر، وقد طور السكان الأصليون لتلك الأراضي ثقافةً متميزةً مستمدةً من الثقافة الفيتنامية القديمة في منطقة دلتا النهر الأحمر. تشتهر ثقافة سا هوينه القديمة في وسط فيتنام حاليًا بالمواد الحديدية والعناصر المزخرفة المصنوعة من الزجاج والأحجار شبه الكريمة والأحجار الكريمة مثل العقيق والكارنيليان والكريستال الصخري والجمشت والنفريت. حافظ شعوب سا هوينه، الذين كانوا على الأرجح أسلاف شعب التشامبا، على شبكة تجارية واسعة النطاق.
يُعتبر شعب تشام، الذي استقر لأكثر من ألف عام في فيتنام الوسطى والجنوبية الساحلية وسيطر عليها ومدّنها منذ نحو القرن الثاني الميلادي أسترونيزي الأصل. كان القطاع الجنوبي لفيتنام الحديثة ودلتا نهر ميكونغ والمناطق المحيطة بها حتى القرن الثامن عشر منطقةً لا تتجزأ، ومع ذلك، شكل الخمير البدائيون الأسترونيزيون وإمارات الخمير، مثل فونان وشينلا، إمبراطورية الخمير ومملكة الخمير.
يُعتبر السكان الرئيسيون الكلاسيكيون، لاك فيت من ثقافة فونغ نجوين التي تميزت بمزارعي الأرز وبأفرادها الذين بنوا أمتهم لاحقًا، ممن وجدوا أنفسهم في حوض النهر الأحمر في الغالب من نسل الجماعات الزراعية التي استقرت في وديان يانغزي والنهر الأصفر في جنوب ووسط الصين، والذين وصلوا إلى الهند الصينية نحو عام 2000 قبل الميلاد.

## عصر ما قبل الأسرات

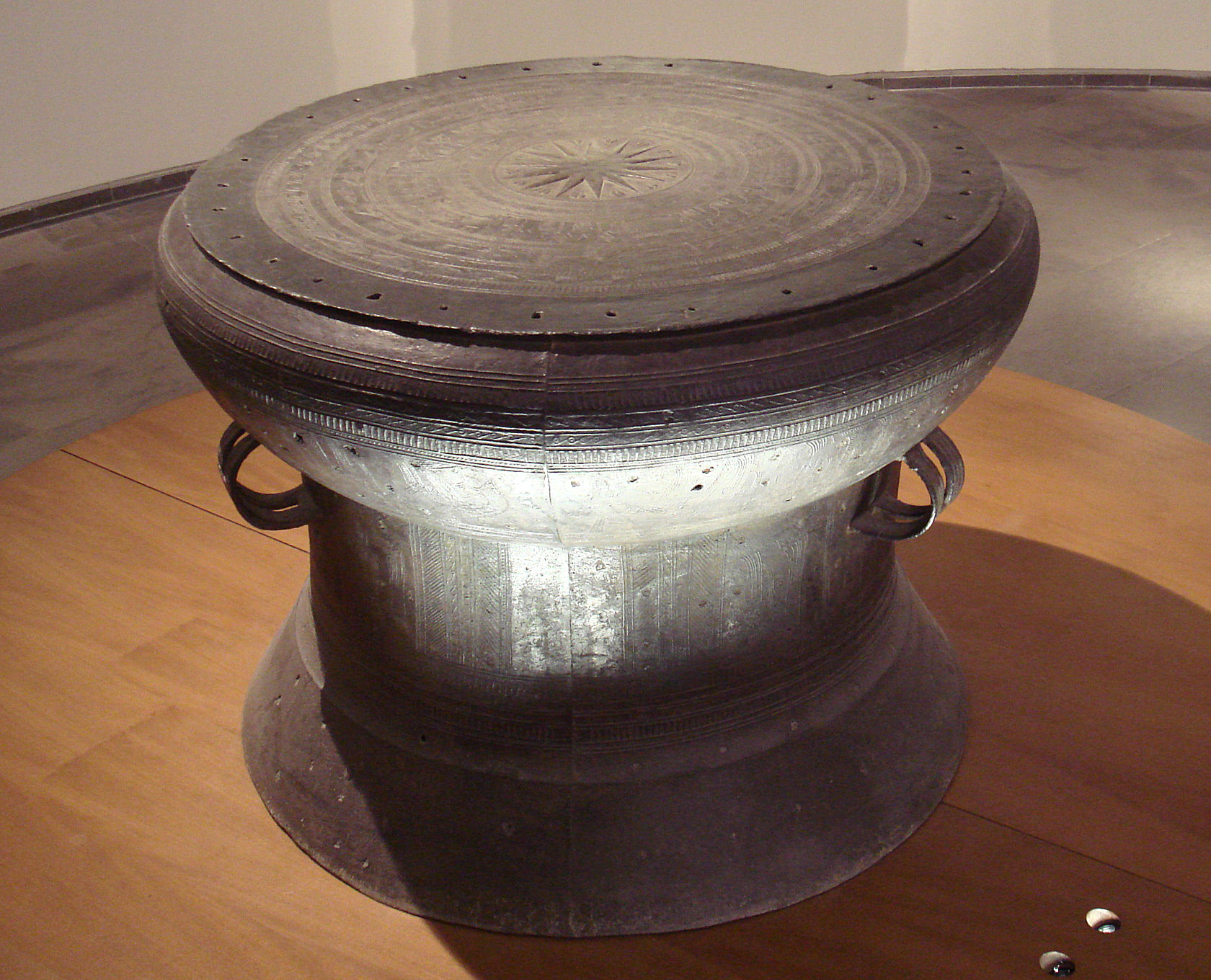
برميل برونزي من الحضارة دونغ سون، فيتنام

سكنت المنطقة المعروفة حاليا باسم «فيتنام» منذ العصر الحجري القديم، وهناك مواقع أثرية في محافظة تان هوا يرجع تاريخها إلى عدة آلاف من السنين. ويرجع علماء الآثار بدايات الحضارة الفيتنامية إلى حضارة «فونغ نغوين» التي ظهرت في أواخر العصر الحجري الحديث وبدايات العصر البرونزي وتمركزت في محافظة فين فوك الفيتنامية منذ حوالي سنة 2000 إلى 1400 ق.م. وحوالي 1200 ق.م ومع تطور زراعة الأرز وصناعة سبك البرونز في حوض نهر ما وحوض النهر الأحمر ظهرت حضارة دونغ سون التي اشتهرت باستخدامها البرونز في صناعة الأسلحة والأدوات، وقد اكتشف الكثير من مناجم النحاس القديمة في شمال فيتنام، هناك بعض أوجه الشبه بين المواقع دونغ سون ومواقع أخرى في جنوب شرق آسيا وتشمل وجود توابيت على شكل زورق وجرات للدفن، أعمدة أو ركائز للمنازل وغيرها من الأدوات البسيطة.

## عصر الأسرات

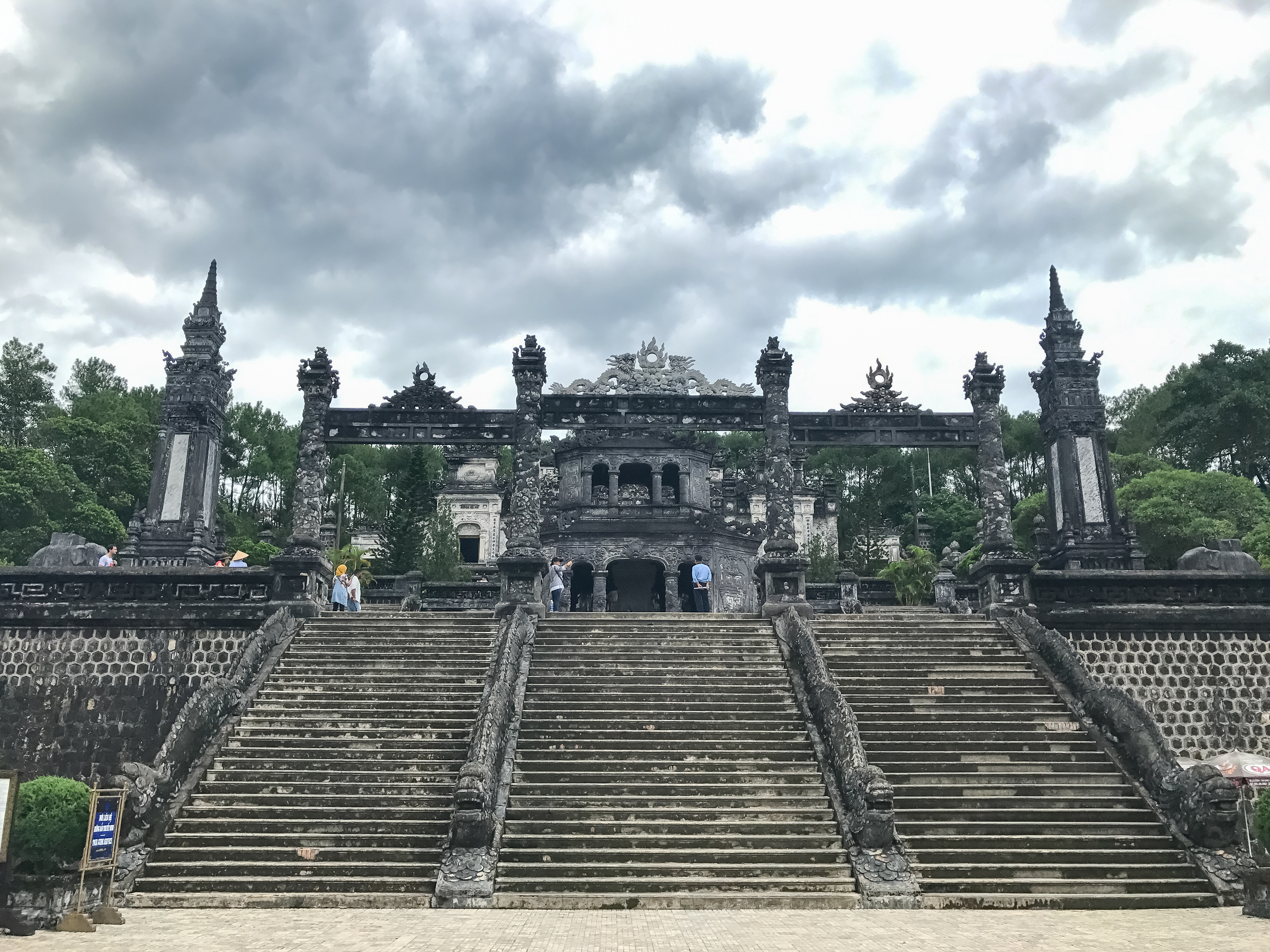
مقابر الملوك في هيو

بعد ضم أسرة هان الصينية فيتنام إليها بدءا من سنة 111 ق.م، استمرت بالخضوع للتبعية الصينية لألف سنة، وقد كانت هناك محاولات للاستقلال ولكنها لم تدم طويلا، كمثل محاولة الأخوات ترونغ ومحاولة الأميرة تريو، وأطول فترة استقلال ذاتي كانت ما بين 544 و602 م من فان هوان خلال حكم أسرة لي الأولى. وفي عام 938 م هزم أحد القادة الفيتناميين القوات الصينية في معركة «نهر باتش دانغ». فاستعادت البلاد استقلالها بعد 10 قرون من الهيمنة الصينية. وأعاد تسميتها إلى داي فييت (فييت العظمى)، وقد عاشت فيتنام عصرها الذهبي خلال حكم أسرتي «لي» و«تران»، وقد تمكنت داي فييت من منع ثلاث محاولات لغزوها من قبل المغول. ازدهرت الديانة البوذية في فيتنام حتى أضحت الديانة الرسمية للبلاد. ثم تعرضت البلاد خلال حكم «أسرة هو» لهيمنة الصين خلال أسرة مينج، ولكن سرعان ماتخلصت من التبعية بقيادة لي ليو مؤسس أسرة لي. وقد وصلت فيتنام أقصى امتداد لها خلال أسرة لي في القرن الخامس عشر، خصوصا حكم الإمبراطور لي تانه تونغ (1468-1497).
توسعت فيتنام جنوبا وما بين قرن الحادي عشر والثامن عشر، خلال مايسمى بعملية نام تيان nam tiến أو التمدد إلى الجنوب. حتى غزت أخيرا مملكة جامبا (مملكة كمبوديا) وأجزاء من مملكة الخمير.

خريطة لفيتنام تظهر تمدد فيتنام جنوبا (نام تيان 1069-1757).

اجتاحت الحروب الأهلية التي آذنت بنهاية تلك الأسرة، فقد ظهرت أسرة ماك المدعومة من الصين متحدية لنفوذ أسرة لي، ولكن لم تنته تلك الأسرة من المناهضين من أسرة ماك إلا وقد وصلت إلى مرحلة من الضعف بحيث تم تقسيم البلاد ما بين لوردات حكموا شمال البلاد (لوردات ترينه) وجنوبها (لوردات نجوين)، مما أدخل البلاد في آتون الحرب الأهلية استمرت لأربعة عقود. خلال تلك الفترة تمكن النجويان من التوسع جنوبا وضم دلتا الميكونج وبلاد تشامبا وأراضي الخمير الحمر التي حول دلتا نهر الميكونج إليهم. ثم انتهت الحرب بتمكن أخوة تاي سون من هزيمة كلا الأسرتين واستلامهما بزمام الحكم. بيد أن ذلك لم يدم طويلا حتى تمكن لوردات نجويان من هزيمتهم بمساعدة الفرنسيين وتوحيد البلاد تحت حكم الأسرة نجويان وإمبراطورهم المسمى جيا لونغ.

## عصر الاستعمار الغربي

علم الهند الصينية الفرنسية (المستعمرة الفرنسية)

تآكل استقلال فيتنام تدريجيا عندما أقدمت فرنسا على سلسلة من الغزوات العسكرية منذ عام 1859 حتى عام 1885 عندما أصبحت البلاد كلها جزءا من مستعمرة الهند الصينية الفرنسية. وفرضت الإدارة الفرنسية تغييرات سياسية وثقافية هامة في المجتمع الفيتنامي على غرار النظام الحديث في الدول الغربية، وطورت نظام التعليم وراجت الديانة المسيحية بشكل واسع في المجتمع الفيتنامي. وتركز معظم المستوطنين الفرنسيين في الهند الصينية في كوجين جينا (الثلث الجنوبي من فيتنام وكانت مدينته الرئيسية هي سايغون) وطورت الإدارة الفرنسية مايسمى باقتصاد المزارع (بالإنجليزية plantation economy) لتشجيع الصادرات من التبغ والشاي والقهوة، وتجاهلت دعوات متزايدة من أجل الحكم الذاتي والحقوق المدنية. ثم سرعان ماظهرت الحركة السياسية الوطنية، بقيادة فان بوي تشاو وفان تشو ترينه وفان دنه فونج، أما الإمبراطور هام نجهى وهو تشي منه فكانا الداعين إلى الاستقلال. ومع ذلك ظلت فرنسا مهيمنة على تلك المستعمرات حتى الحرب العالمية الثانية، عندما أدت حرب اليابان للسيطرة على المحيط الهادي إلى غزو الهند الصينية الفرنسية سنة 1941. وسبق ذلك إنشاء إدارة فيشي الفرنسية، وهي دولة صورية كانت في يد ألمانيا النازية حليفة إمبراطورية اليابان واستغلت الموارد الطبيعية في فيتنام لأغراض الامبراطورية اليابانية في الحملات العسكرية في المستعمرات البريطانية في الهند الصينية من بورما، وشبه جزيرة الملايو والهند.

## حرب الهند الصينية الأولى

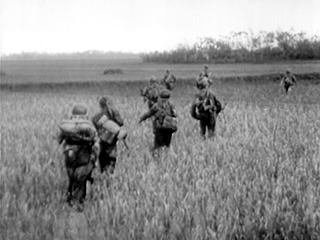
المظليين الفرنسيين في منطقة الدلتا بشمال فيتنام (1952)

في سنة 1941، ظهرت—حركة التحرر الشيوعية القومية -- فيت مين تحت حكم هوشي منه، وسعت إلى استقلال فيتنام عن فرنسا وكذلك مقاومة الاحتلال الياباني. وقد لقي نحو مليوني فيتنامى، أي حوالي 10 ٪ من السكان ماتوا خلال مايسمى بمجاعة فيتنام من 1944-45. وفي أعقاب الهزيمة العسكرية لليابان وسقوط امبراطوريتها الفيتنامية الدمية في أغسطس 1945، واستولت قوات فيت مين على هانوي وأعلنت الحكومة المؤقتة، والذي أكدت فيه الاستقلال بتاريخ 2 أيلول / سبتمبر. وقد أرسلت الجمهورية الفرنسية المؤقتة قوات استطلاع فرنسية للشرق الأقصى في نفس العام والتي تم إنشاؤها أصلا لمحاربة قوات الاحتلال اليابانية، وكان هدف هذه القوات مقاومة حركة التحرير واستعادة السيادة الفرنسية. وفي 20 نوفمبر عام 1946، فاندلعت الحرب الهندوصينية الفرنسية التي نجمت عن حادث هايفونغ بين فيت مين والقوات الفرنسية التي دامت حتى 20 تموز/يوليو 1954.
على الرغم من قلة الخسائر الفرنسية - فيلق التدخل السريع دفع ثمن 1/3 ضحاياه بسبب الدعم الصيني السوفييتي لقوات فيت مين - خلال تلك الحرب، إلا أن الفرنسيون وحلفاؤهم من الجيش الوطني الفيتنامي قد خسروا بالنهاية معظم المواقع الإستراتيجة المهمة بعد معركة ديان بيان فو، مما سمح لهوشي منه أن يفاوضهم لأجل وقف إطلاق النار وهو في موقع القوة في مؤتمر جنيف 1954. فانتهى عهد الاستعمار في الهند الصينية بعد تفكك «المستعمرات الفرنسية في الهند الصينية». ووفقا لاتفاقيات جنيف 1954 تم فصل الجنوب عن الشمال، مع وجود منطقة منزوعة السلاح بينهما. وقسمت فيتنام، حيث جزء مع «هوشي منه» فيتنام الديمقراطية الشعبية، وقسم آخر للإمبراطور باو داي في جمهورية فيتنام، وذلك لم يكن مقصودا من اتفاقات 1954، ولكنهم منعوا تدخل قوى ثالثة. واطاح رئيس وزراء دولة فيتنام نغو دينه ديم ب«باو داي» - خلافا لرأى مستشاره الأمريكي - في استفتاء نظمته "brother Ngo Dinh Nhu"، ونصب نفسه رئيسا لجمهورية فيتنام. ورضف ديم عقد انتخابات وطنية بحلول سنة 1956، على الرغم من النداءات المتكررة من جانب الشمال لاجراء محادثات لمناقشة الانتخابات.

## أثار الحرب الباردة
بعد تقسيم الفيتنام على دوليتين منفصلتين الشمال والجنوب بدات الصين والاتحاد السوفياتي سابقا بدعم القسم الشمالي، والولايات المتحدة الأمريكية بدعم القسم الجنوبي، مما أدى إلى نشوب حرب فيتنام التي جعلت من الفيتنام مسرح الاستعراض القوة الشيوعية والرأسمالية في ذلك الوقت ودفع الفيتناميون ثمن هذه الحرب التي انتهت بهزيمة الاميركيين الذين اجبروا على الانسحاب في اذار / مارس 1973، من مدينة سايغون التي سيطرة عليها قوات فيتكونغ.